# Phaethornis anthophilus
El ermitaño ventripálido o ermitaño carinegro (en Panamá, Venezuela y Colombia) (Phaethornis anthophilus), también llamado ermitaño de cara negra o ermitaño ventrepálido, es una especie de ave apodiforme de la familia Trochilidae, perteneciente al numeroso género Phaethornis. Es nativo del extremo sureste de América Central y del norte y noroeste de América del Sur.

## Distribución y hábitat
Se distribuye fragmentadamente en el este de Panamá, y desde el norte de Colombia, por el valle del Magdalena hacia el sur hasta el oeste de Caquetá y a oriente de los Andes orientales hasta el norte de Meta, hacia el este, tanto al norte como al sur de los Andes venezolanos y por la cordillera de la Costa del norte de Venezuela hasta Monagas.
Esta especie es considerada poco común a localmente común en sus hábitats naturales: los bosques semi-caducifolios y varios tipos de bosques más secos, crecimientos secundarios, bordes arbustivos, espinales, plantaciones y bosques en galería. Desde el nivel del mar hasta los 1500 m de altitud.

## Sistemática

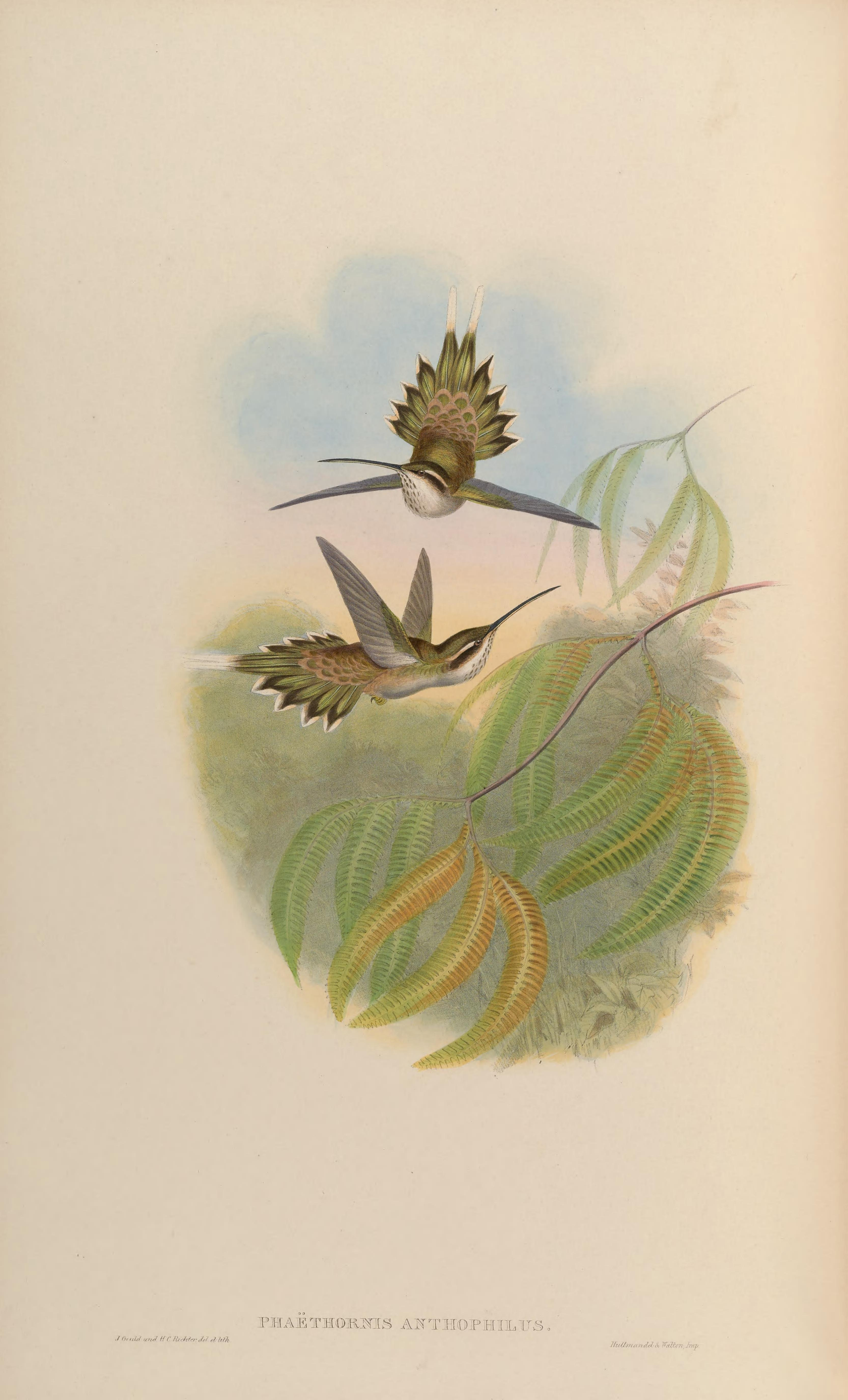
Phaëthornis anthophilus, ilustración de Gould y Richter en A monograph of the Trochilidae, or family of humming-birds vol. 1, 1861.

### Descripción original
La especie P. anthophilus fue descrita por primera vez por el ornitólogo francés Jules Bourcier en 1843 bajo el nombre científico Trochilus anthophilus; la localidad tipo no fue dada.

### Etimología
El nombre genérico masculino «Phaethornis» se compone de las palabras del griego «phaethōn» que significa ‘sol’ y «ornis» que significa ‘pájaro’; y el nombre de la especie «anthophilus», se compone de las palabras del griego «anthos» que significa ‘flor’, y «philos» que significa ‘amante’.

### Taxonomía
Ya fue colocado en un género Ametrornis. Esta especie no tiene parientes próximos conocidos. La forma descrita P. anthopilus fuscicapillus Cory, 1913 de los Andes orientales de Colombia, podría ser separable de la nominal, si confirmadas las diferencias también en aves próximas de Venezuela.

### Subespecies
Según las clasificaciones del Congreso Ornitológico Internacional (IOC)  y Clements Checklist/eBird  se reconocen dos subespecies, con su correspondiente distribución geográfica:
- Phaethornis anthophilus hyalinus Bangs, 1901 – isla Pearl, litoral del Pacífico de Panamá.
- Phaethornis anthophilus anthophilus (Bourcier), 1843 – centro de Panamá hasta Colombia (valle del Magdalena y al este de los Andes orientales) y oeste y norte de Venezuela.